# HaYarkon-Straße

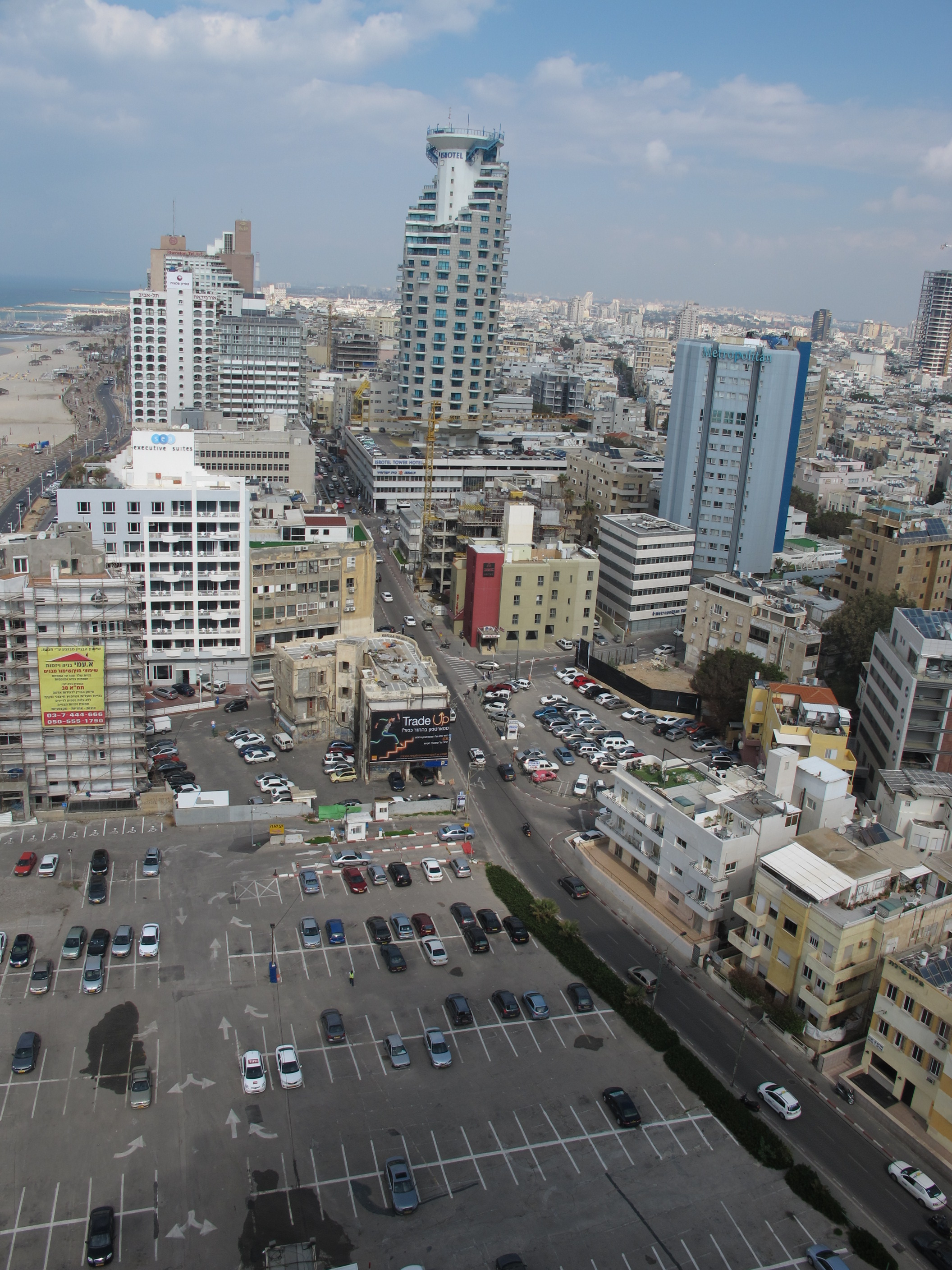
Blick vom Opera Tower auf die HaYarkon-Straße

Die HaYarkon-Straße (hebräisch רְחוֹב הָרַכֶּבֶת Rəchōv ha-Jarqōn, deutsch ‚Straße des Jarqon‘) ist eine 3,7 km lange Hauptstraße in Tel Aviv, Israel, die sich vom alten Stadtzentrum im Süden in neuere Viertel im Norden fast bis zum namengebenden Fluss Jarkon erstreckt und im Wesentlichen parallel zur Küstenlinie verläuft. Die Straße erscheint bereits im Geddes-Plan von 1925 und wurde im Zuge der nördlichen Erweiterungen der Stadt mehrfach ausgebaut. Auch nach Süden wurde die Straße verlängert und beginnt jetzt neben der Hassan-Bek-Moschee an der Kreuzung mit den Straßen Rechov Joseph Loewy (רְחוֹב יוֹסֵף לֵוִי) von Osten, Retzif Herbert Samuel (רְצִיף הֶרְבֶּרְט סֶמוּאֶל) von Nordwesten und Rechov Jechezqel Koifman (רְחוֹב יְחֶזְקֵאל קוֹיְפְמַן), der den Verlauf der ha-Jarkon nach Süden fortführt. Im Norden geht sie über in den Rechov ha-Taʿarūchah (רְחוֹב הַתַּעֳרוּכָה).
An der HaYarkon-Straße befinden sich unter anderem der Opera Tower, Büros von Fluggesellschaften und Hotels wie das Dan Tel Aviv Hotel oder das Sheraton Tel Aviv Hotel. Zudem haben mehrere Botschaften ihren Sitz in der Straße wie zum Beispiel die Botschaften des Vereinigten Königreichs und Russlands. Die Botschaft der Vereinigten Staaten zog im Mai 2018 nach Jerusalem um, wobei die bisherige Botschaft in der HaYarkon-Straße 71 weiterhin als Zweigstelle dient.
In der HaYarkon-Straße gibt es Bauhaus-Architektur und es befindet sich dort das (derzeit) teuerste Penthouse Israels.

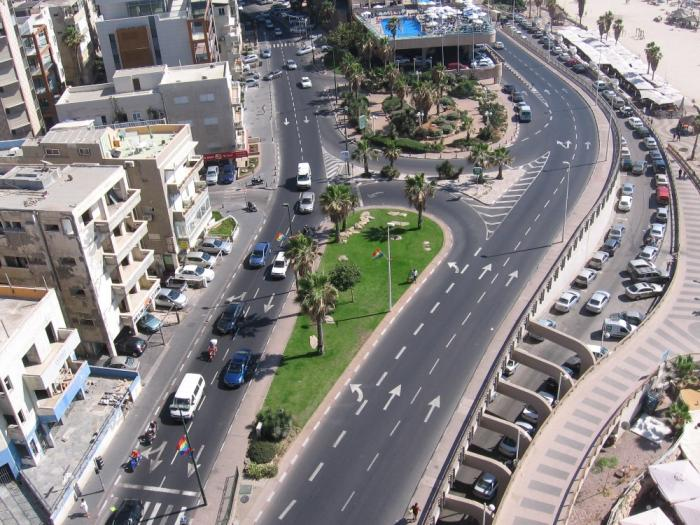
Vogelblick
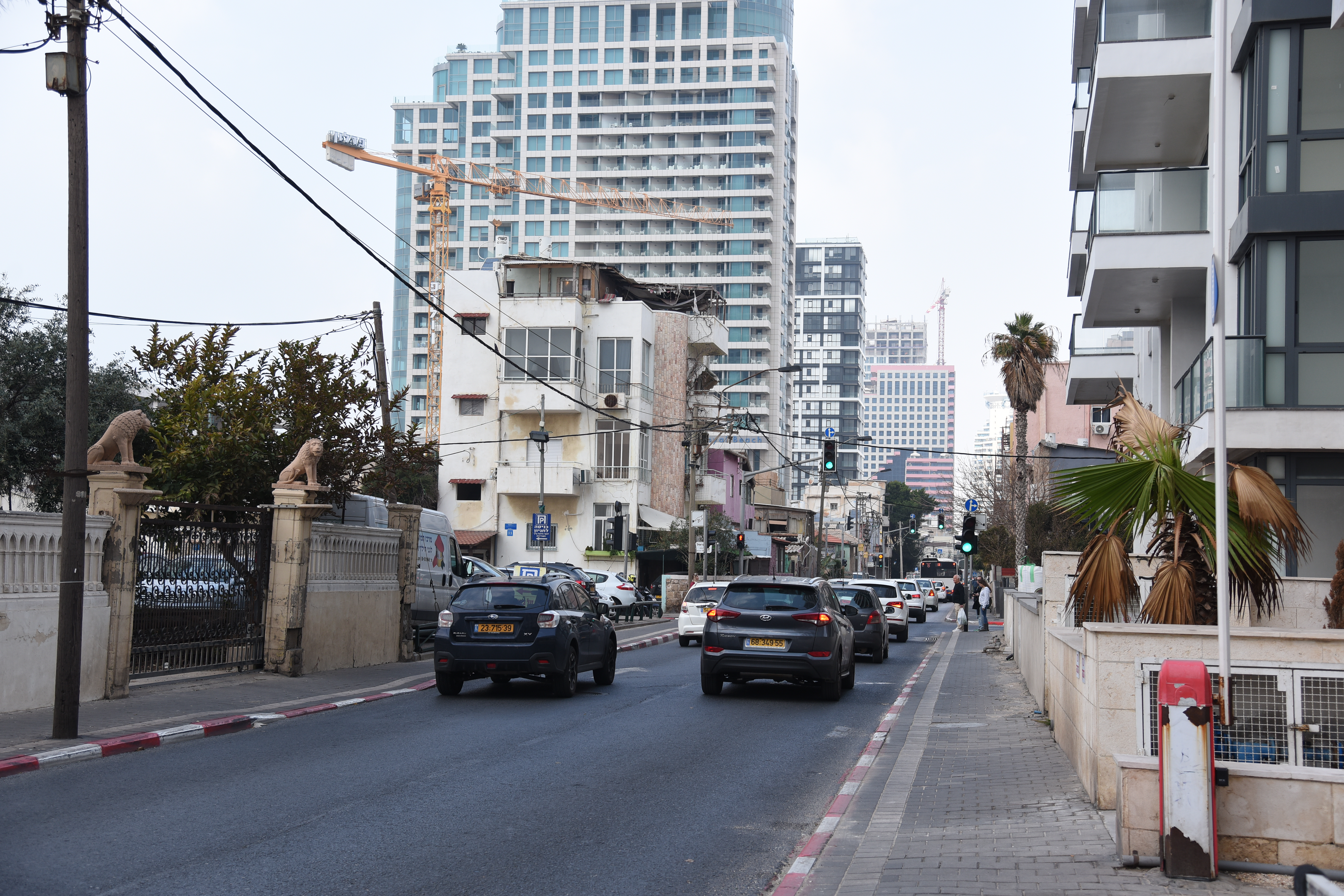
Straßenblick
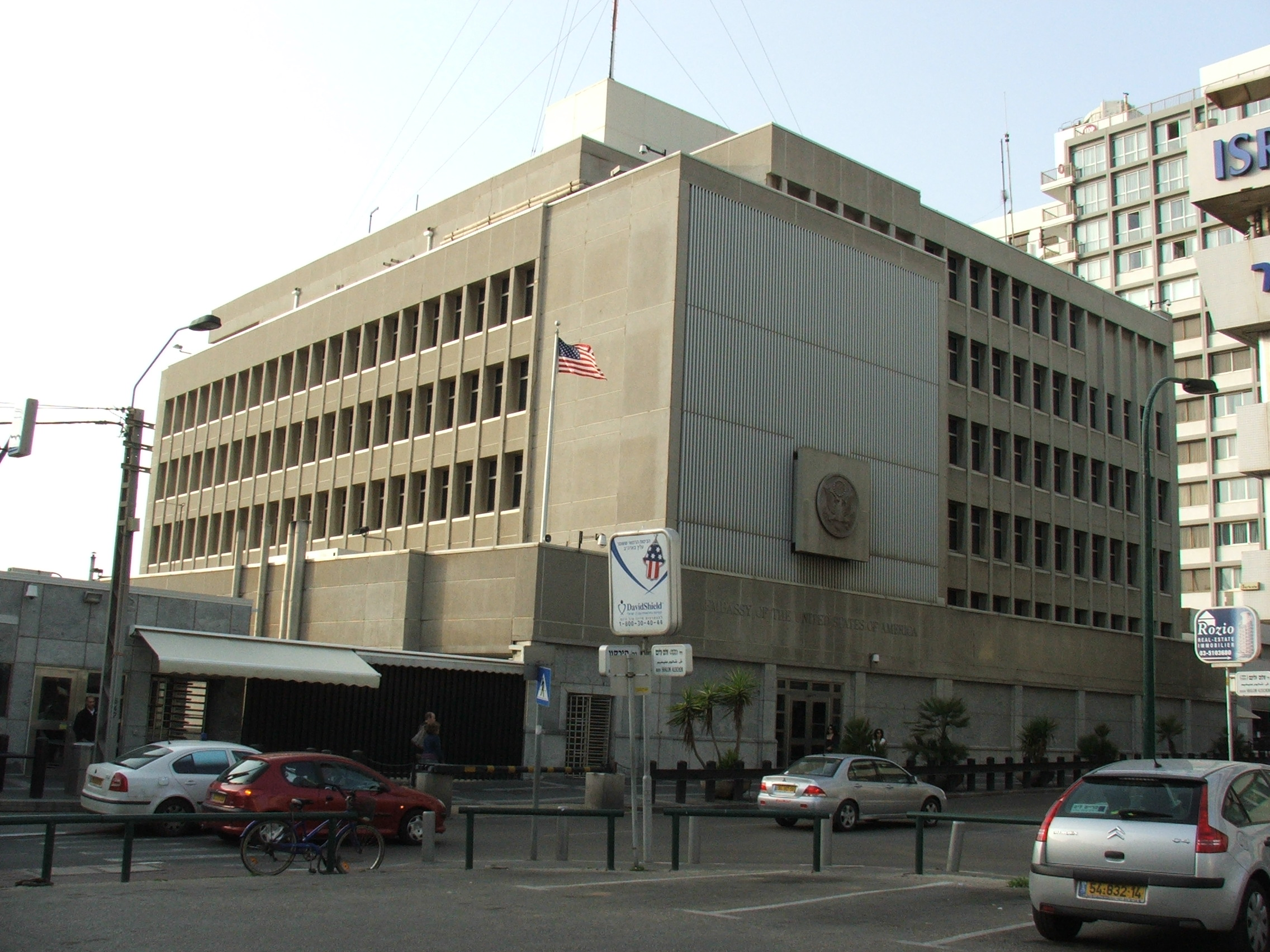
US-Botschaft (seit 2018 Zweigstelle)
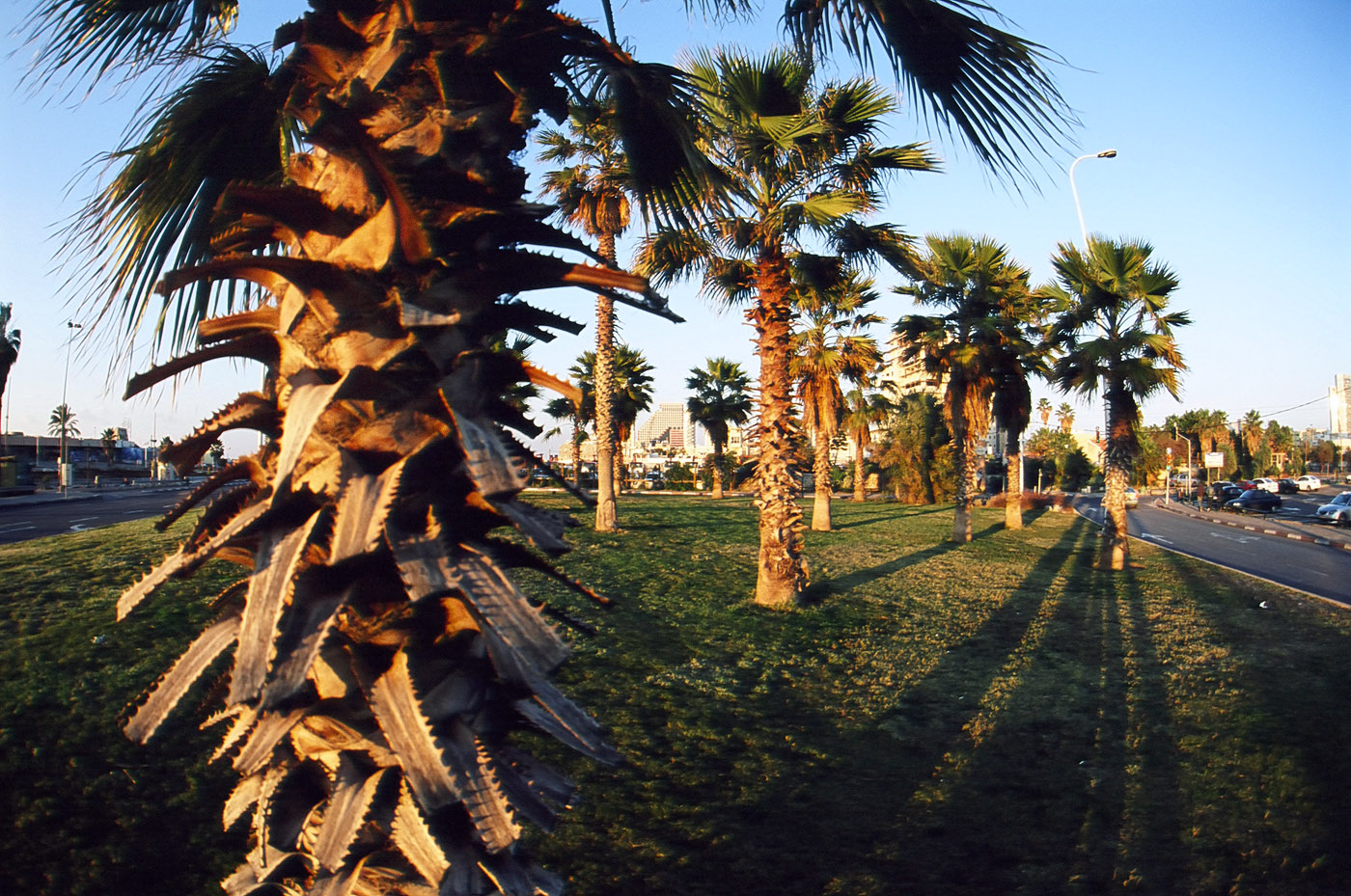
Palmen an der HaYarkon-Straße